# モンデゴ川

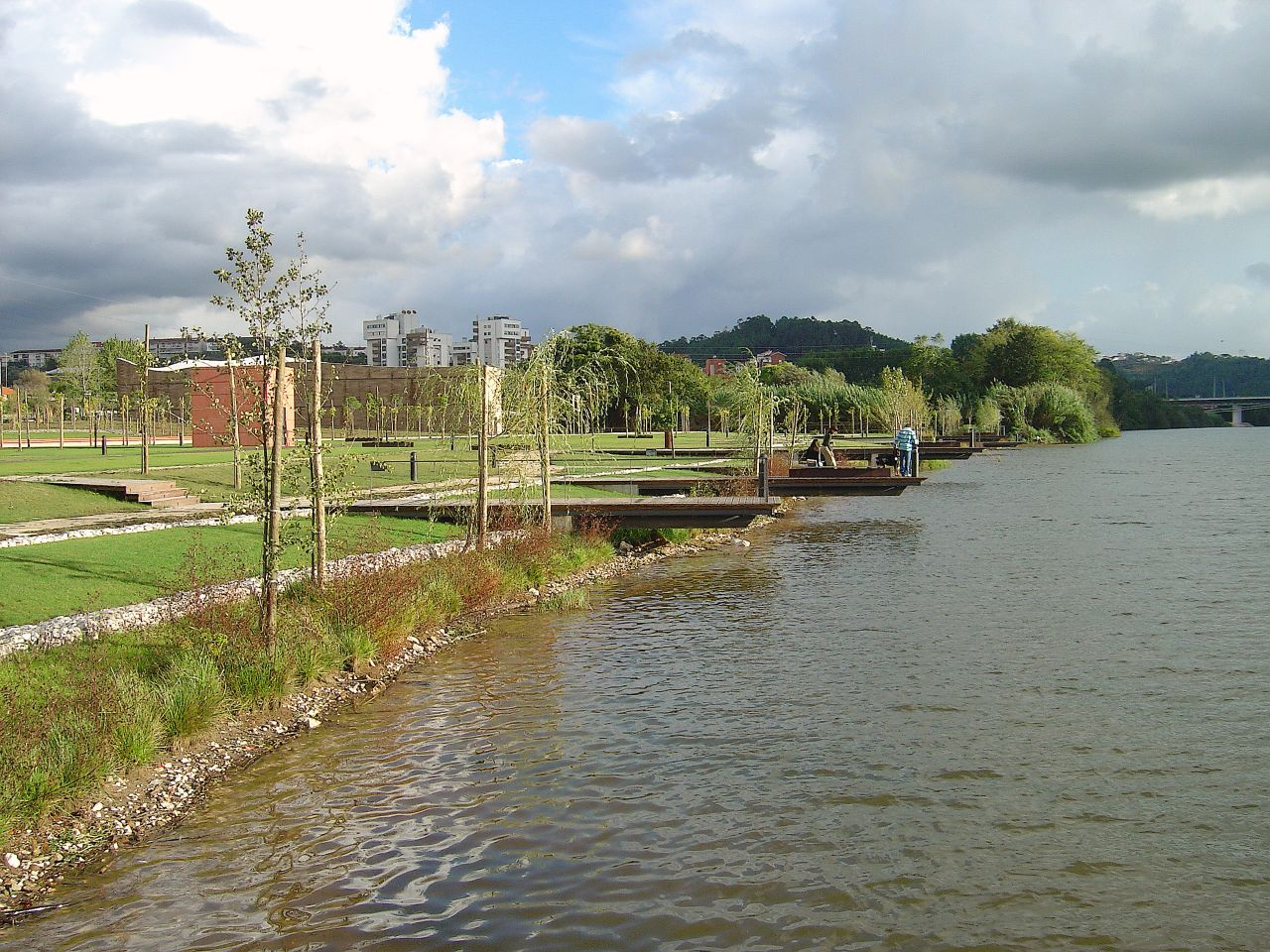
コインブラのモンデゴ川岸

流路

モンデゴ川（Rio Mondego 発音: [mõˈðeɣu]）は、ポルトガル領内のみを流域とする河川の中で、最も長い川である。
ポルトガル本土で最も高い山脈であるイシュトレーラ山脈に源を発する。ゴーヴェイアから234キロメートルあり、コインブラを流れ、フィゲイラ・ダ・フォシュで大西洋に注ぐ。
フィゲイラ・ダ・フォシュ付近の河口の三角江とムラセイラ島には潮間帯、塩性湿地、塩類平原、ヨシ原、コメの田んぼ、養魚池が多く、渉禽類、特にソリハシセイタカシギ、オオフラミンゴなどの重要な中継地およびセイタカシギ、コアジサシなどの重要な繁殖地である。河口一帯の水域ではウミヤツメ、アリスシャッド、トウェイトシャッドなどの漁業が行われ、2005年にラムサール条約登録地となった。

## ギャラリー

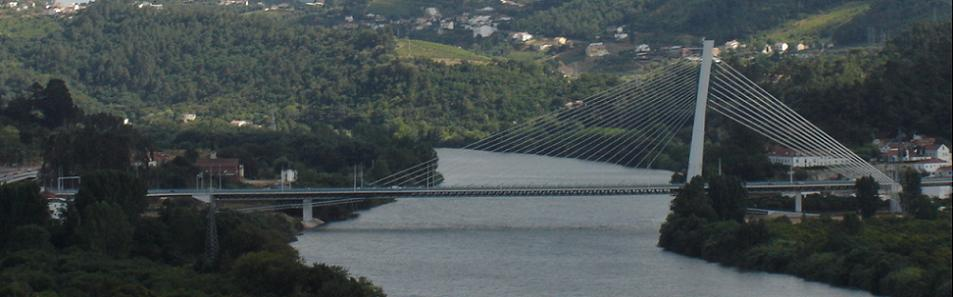
モンデゴ川に架かるエウロパ橋（ポルトガル語版）
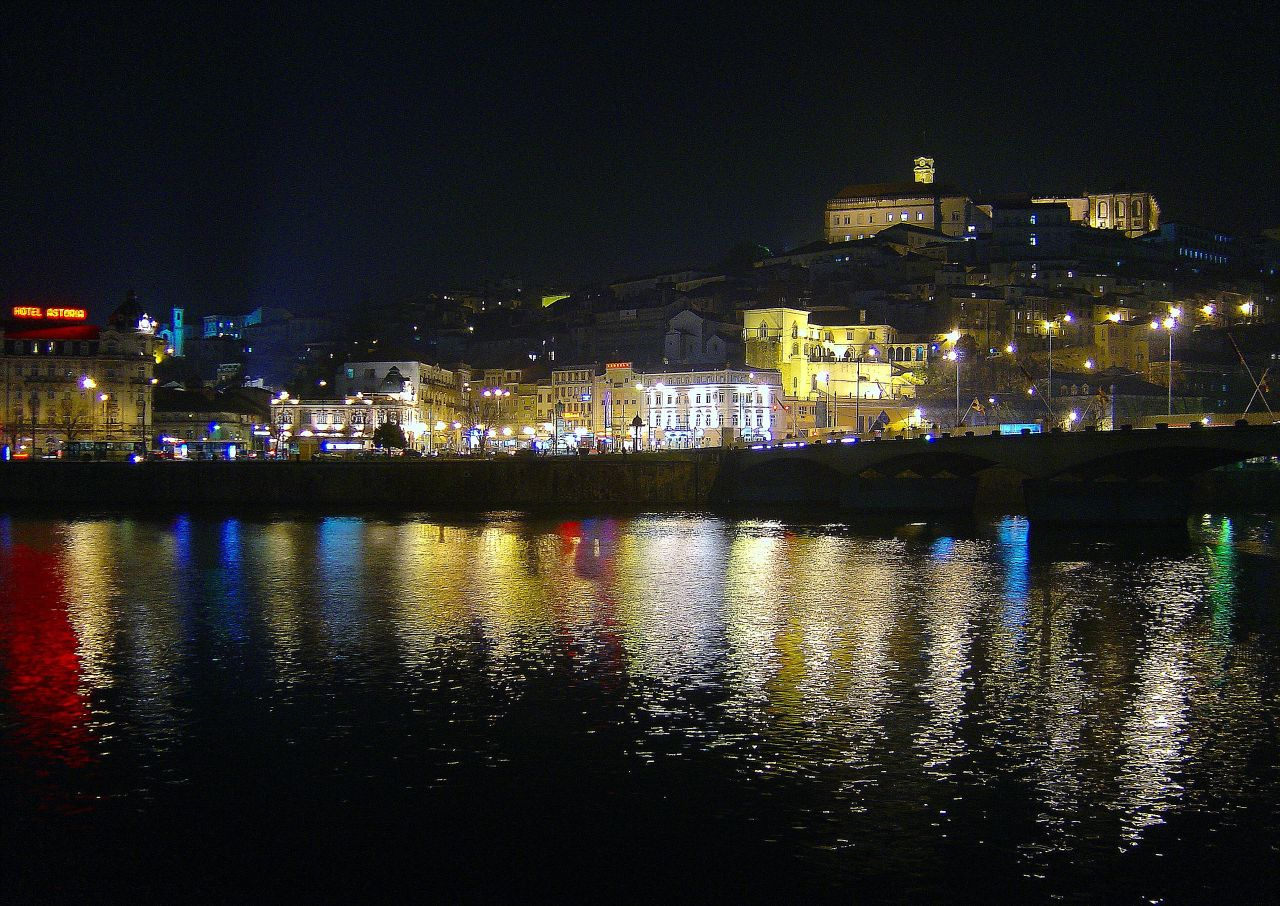
夜のモンデゴ川（コインブラ）